# Николаев, Владимир Павлович
Владимир Павлович Николаев (Род. 29 июня 1947 года, поселок Чёбсара Шекснинского района Вологодской области) — советский музыкант и певец, участник легендарного ансамбля «Песняры».

## Биография
Родился в многодетной крестьянской семье.
Окончил музыкальное училище в Вологде по классу баяна. Работал музыкальным руководителем в клубе г. Красавино, затем в ансамбле «Новый электрон» (Липецкая филармония). Начинал с выступлений в жанре пантомимы (номера «В столовой самообслуживания», «Некоторые зрители в концертном зале»).
С 1970 года, познакомившись с Владимиром Мулявиным на конкурсе артистов эстрады, предпринимал попытки попасть в «Песняры».
Самостоятельно освоил игру на тромбоне.
С 1972 года участник ансамбля, играл на саксофоне, клавишных, тромбоне, баяне. Известное инструментальное соло Николаева — органный фрагмент в песне «За полчаса до весны». Был также бэк-вокалистом.
Николаев сумел отстоять песню «Вологда» в репертуаре «Песняров». Сам В. Мулявин вспоминал:
И по интонации, и по мелодии она мне поначалу не приглянулась. И если бы не участник ансамбля Володя Николаев (он сам родом из Вологды), мы, может быть, и не взялись бы за работу. Но Володя нас заразил своей увлечённостью. И всё же мы считали, что это будет «одноразовый» номер. Невероятный успех песни на концерте был для нас большой неожиданностью. Заставили петь «на бис».
В начале 1980-х годов покинул «Песняры». После ухода из ансамбля выступал с концертными программами в школах различных городов.
С 1985 года несколько лет сотрудничал в ансамбле певца Сергея Беликова, исполнял органные партии.
С конца 1980-х годов проживал в родном селе Чёбсара и Ярославле, где записал несколько песен на собственные стихи, стихи Николая Рубцова и др..
Попал в автокатастрофу, приобрёл хромоту. В начале 1999 года перенёс сложную операцию, оплаченную администрацией Ярославля, лечащим врачом Барбакадзе, Андреем Макаревичем, группой «Белорусские песняры» (давшей благотворительный концерт в актовом зале больницы).
В 2005 году присоединился к проекту Александра Демешко «Лявоны-Песняры» (группа распалась в 2006 году со смертью Демешко).
Написал воспоминания — «Записки песняра».

## Фильмография
- 1973 — Эта весёлая планета — участник ВИА «Песняры»
- 1974 — Ясь и Янина — студент-стройотрядовец, участник ВИА «Песняры»